# Raouf Hadjiyev
Pour les articles homonymes, voir Hadjiyev.
Raouf Hadjiyev (en azéri : Rauf Soltan oğlu Hacıyev), né le 15 mai 1922 à Bakou et mort le 19 septembre 1995 à Bakou, est un artiste du peuple de l'URSS et de l'Azerbaïdjan.

## Biographie
Dès l’âge de 4 ans Raouf Hadjiyev était élevé par la fille célibataire de Hasan bey Zardabi, Garibsoltan Malikova. 
U. Hajibeyli joue un rôle important dans la formation de Raouf. À l'âge de 18 ans, il écrit sa première œuvre - l'opérette Bouffonneries d’étudiants.
De 1948 à 1949, il étudie au Conservatoire de Moscou, en 1953 il est diplômé du Conservatoire d'Azerbaïdjan dans la classe de composition (élève de K. Karaev).

## Carrière
En 1955, il organise l'Orchestre de musique populaire d'État d'Azerbaïdjan, dont il a été le directeur artistique jusqu'en 1964.
En 1964, il devient directeur de la Société philharmonique de Bakou et un an plus tard, il occupe le poste de ministre de la Culture de la RSS d'Azerbaïdjan, poste qu'il occupe jusqu'en 1971.
Puis Raouf Hadjiyev est envoyé en Algérie pour 8 ans en tant que conseiller d’art et participe à la création de l’académie de musique, de danses et de théâtre.
Au retour, il est  le poste du président de l’Union des compositeurs qu’il occupe jusqu’à la fin de sa vie.